# 尹昊星
尹 昊星（ユン・ホソン、英語: Yoon Ho-seong、朝鮮語: 윤호성、2006年8月23日 - ）は、大韓民国の男子バドミントン選手。

## 経歴
2024年のアジアジュニア選手権の団体競技では、男子シングルスで出場し、韓国代表チームの準優勝に貢献した。